# Sun City (Kansas)
Sun City es una ciudad ubicada en el condado de Barber en el estado estadounidense de Kansas. En el año 2010 tenía una población de 53 habitantes y una densidad poblacional de 132,5 personas por km².

## Geografía
Sun City se encuentra ubicada en las coordenadas 37°22′45″N 98°55′03″O / 37.379041, -98.917485 (37.379041, -98.917485).

## Demografía
Según la Oficina del Censo en 2000 los ingresos medios por hogar en la localidad eran de $20,625 y los ingresos medios por familia eran $37,083. Los hombres tenían unos ingresos medios de $29,063 frente a los $17,500 para las mujeres. La renta per cápita para la localidad era de $15,059. Alrededor del 28.4% de la población estaban por debajo del umbral de pobreza.